# Francisca Simó Cruelles
Francisca Simó Cruelles (Valldemossa,1834- Palma, 1922), coneguda professionalment com a Viuda de Virenque, exercí com a fotògrafa a Palma des de la segona meitat del segle xix i fins a la seva mort.
Francisca es casà amb el pintor i fotògraf Jules Virenque el 13 de desembre de 1858 a la parròquia de Sant Miquel (Palma). Aquest s'havia establert a Palma cap a 1855, inaugurant un taller on feia retrats fotogràfics i a l'oli, així com restauracions pictòriques, al carrer Horts, 12, 13 i 14. Posteriorment, traslladaren el taller al carrer Muntaner, 11, on perdurà fins al tancament. Podem suposar que la parella treballava en equip, ja que poc després de la sobtada mort de Jules, el 29 de febrer de 1876, Francisca es posà al capdavant del taller fotogràfic que passà a anomenar-se Viuda de Virenque.
La parella tingué sis fills, entre els quals destaquen Clotilde (1869-1955) i Lluïsa (1871-1962), que treballaren al taller amb la mare i, possiblement, fins al 1936. A partir de 1877, trobem a la premsa referències sobre la qualitat del seu treball, de què en destaquen les formes nítides i l'harmonia dels clarobscurs, i realitzats en diferents mides. La seva tasca com a retratista fou ingent, de fet es poden trobar a les col·leccions mallorquines una gran quantitat de retrats: individuals, col·lectius i orles; masculins i femenins; fotomuntatges...Un dels aspectes més destacats fou la incorporació de millores tècniques i nous procediments que permetien la captació dels infants amb imatges més nítides per un procés de fixació més ràpid.
Un altre àmbit que treballà fou la reproducció d'objectes artístics com la custòdia que l'argenter Antonio Pomar realitzà per l'església parroquial de Sant Nicolau (Palma) o la col·lecció de fotografies de figures mallorquines (Santíssima Trinitat, Sant Crist o la Immaculada)que es podien adquirir a la Librería de Propaganda Católica i a les tendes dels carrers de Rotger, Cadena de Cort i Muntaner. I també la realització de fotografies a l'aire lliure, d'edificis i monuments, entre les quals podem destacar les del Claustre de Sant Francesc, l'any 1882, per encàrrec de la Societat Arqueològica Lul·liana, amb la intenció de procurar-ne la defensa. Un fet a destacar és que Francisca Simó, és la primera dona que trobem relacionada com a sòcia de la Societat Arqueològica Lul·liana (núm. 154), i en el fons d'aquesta entitat trobem una gran part del fons de negatius fotogràfics (2606 plaques catalogades i 25 pendents de catalogar) que es realitzaren en el taller des dels seus inicis, i també en trobem en el fons de positius fotogràfics. Si pensem en la sobtada mort de Jules Virenque, que només va treballar vint anys al taller, una gran part de les plaques conservades corresponen a la feina realitzada per Francisca i les seves filles, Clotilde i Lluïsa.